# Тюбеляс
Тюбеля́с — село в Усть-Катавском городском округе Челябинской области России.

## География
Расположено в юго-восточной части городского округа, близ границы с Республикой Башкортостан, на берегу реки Улуир — левого притока р. Ай, в 21 километре от Юрюзани.

### Уличная сеть
Уличная сеть села состоит из 16 улиц и 1 переулка.

## История
Основано до 1774 года. Относилось к Минскому железоделательному заводу. Заселялось крепостными крестьянами, купленными в Знаменской волости Пензенской губернии. Жители занимались заготовкой дров, томлением угля, добычей и доставкой руд на завод; мастерили сани и дровни, плели лапти. Тяжелые условия жизни и труда способствовали тому, что в 1828—1829 гг. население Тюбеляса поддержало волнения крепостных Катавских заводов. После отмены крепостного права тюбелясские крестьяне были причислены к Минской волости Златоустовского уезда Уфимской губернии. В 1864 г. Тюбелясу отвели 2981 десятину 1956 саженей земли. До революции в день святых Козьмы и Демьяна в селе проводилась ярмарка.
29 июля (11 июля по новому стилю) 1885 г. в Тюбелясе была освящена Петропавловская церковь. В 1896 году открылось приходское попечительство. В начале 20 века при селе имелись часовни: Никольская и Вознесенская. Церковь была закрыта в начале 1930-х гг. В её здании затем длительное время находились Павленковская библиотека, существующая в Тюбелясе с 1913 года, и клуб: библиотека — примерно до 1980-х гг., а клуб — до 2001 года (за исключением периода Великой Отечественной войны, когда здание бывшей церкви занимало зернохранилище).
Ныне старое церковное строение стоит заброшенным.
В 1888—1890-гг. при строительстве Самаро-Златоустовской железной дороги в 1 км к югу от села была основана станция Тюбеляс с вокзалом (разъездом). Посёлок при станции в конце 1950-х гг. включили в состав Тюбеляса. В 1960 г. на станции Тюбеляс Южно-Уральской железной дороги была построена тяговая подстанция.
В 1926 г. на селе действовала школа, фельдшерско-акушерский пункт.
В 1930 г. в Тюбелясе был организован колхоз имени 9 января 1905 года, за которым закрепили 3069 га земельных угодий, в том числе пашни — 1422, сенокосов — 627,6, выгона — 720 га. Имелись кузница, мельница, лесопилка, детские ясли. Близ поселка был разбит плодовый сад. В общественном стаде в 1951 году насчитывалось 372 головы крупного рогатого скота, 124 свиньи, 532 овцы, 185 лошадей, 475 голов птицы; существовала пасека (24 пчелосемьи). Колхозники выращивали зерновые, овощные, технические культуры, картофель.
В 1959 г. колхоз вошёл на правах 1-го отделения в состав совхоза «Катавский»; на его базе в том же году был образован Тюбеляский плодопитомнический совхоз. Последний специализировался на производстве плодов и саженцев для горнолесной зоны. Саженцы из плодов ягодного питомника, занимавшего в 1980-е гг. несколько десятков гектаров, отправлялись в Алма-Ату. Ленинград, Ростов-на-Дону, на Дальний Восток. Тюбелясский плодопитомник был удостоен серебряной медали на Московской выставке достижений народного хозяйства за выведенный его работниками сорт малины. В совхозе в 1980-е гг. развивалось также производство молока, мяса, овощей. Затем наступили 1990-е гг. с их кризисными явлениями, и производство плодов, ягод, саженцев оказалось нерентабельным. Ныне на месте прежнего питомника — березовая роща.
В начале 1990-х гг. Тюбелясский совхоз был реорганизован в товарищество с ограниченной ответственностью (ТОО) «Тюбелясское». В 2000 г. был назначен арбитражный управляющий, начата распродажа имущества.

### Административно-территориальная принадлежность
В 1926 г. Тюбеляс являлся центром одноимённого сельсовета Катавского района Златоустовского округа Уральской области.
Решением Челябинского облисполкома от 23 апреля 1980 г. Тюбелясский сельсовет был передан из состава Катав-Ивановского района в административное подчинение Усть-Катавскому городскому Совету.

## Население
| 2002 | 2010 |
| ---- | ---- |
| 627  | ↘505 |

### Историческая численность населения
По сведениям 1870 г., в Тюбелясе насчитывалось 1190 жителей (238 дворов), имелись часовня, училище, водяная мельница. В 1910 г. в селе проживало 1396 человек (222 двора); у населения было: 852 лошади, 1018 голов крупного рогатого скота, 1326 овец, 917 свиней; рожью засевалось 253 десятины, пшеницей — 126, овсом — 344, картофелем — 19, коноплёй — 14 дес. В 1917 г. тюбелясцев насчитывалось 1921 человек (320 дворов), в 1926 году — 1671, в 1956 году — 777, в 1959 году — 797, в 1970 году — 978, в 1995 году — 789, в 2003 году — 689, в 2007 году — 641 человек.

### Национальный и гендерный состав
Согласно результатам переписи 2002 года, в национальной структуре населения русские составляли 82 % из 627 чел., из них 295 мужчин, 332 женщины. 
Башкиры (2010 год) - 33 человека 

## Инфраструктура
Имеются детский сад, средняя школа, библиотека, клуб, здравпункт, ветпункт, почта, магазины, работает пилорама.

## Достопримечательности
Около 1978 г. в центре Тюбеляса был установлен памятник землякам, погибшим в Великую Отечественную войну — обелиск из мрамора с именами погибших.

## Транспорт
Доступен автомобильным и железнодорожным транспортом.
Проходит межрегиональная автодорога «Мурсалимкино — Тюбеляс — Вязовая».
Ежедневно походит электричка Златоуст — Кропачёво.
Ранее действовал аэродром Тюбеляс (код ZAT6), ныне недействующий.